# Vidbo landskommun
Vidbo landskommun var en tidigare kommun i Stockholms län.

## Administrativ historik
Landskommunen bildades 1863 ur Vidbo socken i Seminghundra härad i Uppland. Vid kommunreformen 1952 uppgick denna landskommun i Skepptuna landskommun som upplöstes 1967 då denna del uppgick i Märsta landskommun som 1971 uppgick i Sigtuna kommun.